# Передовой (Краснодарский край)
Передовой — посёлок в Новокубанском районе Краснодарского края.
Входит в состав Прикубанского сельского поселения.

## География

### Улицы
| - ул. Алёхина, - ул. Гагарина, - ул. Горького, - ул. Комарова, - ул. Комсомольская, - ул. Королёва, - ул. Красная, | - ул. Мира, - ул. Молодёжная, - ул. Пролетарская, - ул. Садовая, - ул. Центральная, - ул. Школьная, - ул. Шоссейная. |

## Население
| 2002 | 2010 |
| ---- | ---- |
| 583  | ↗591 |